# En el Transcurso del Siglo
Memorias: En el Transcurso Del Siglo (Hangul: 세기와 더불어) (McCune–Reischauer:Segi wa tŏburŏ) es una serie de libros autobiográficos del Presidente y fundador de la República Popular Democrática de Corea Kim Il Sung. Fueron escritos en 1992 y publicados en  8 volúmenes publicados, en los cuales se narra la historia de Kim desde su infancia hasta la guerra de guerrilla